# 亚麻
亚麻（英語：Flax），又名胡麻，是亞麻科亞麻屬一年生草本优质油料和纺织原料植物。是在全球各地广泛栽培的植物，可能原产于西亚。

## 植物學描述
亚麻为一年生草本植物，茎直立，可达1.2米高，上部细软，有蜡质；叶互生，披针状，20–40毫米长，3毫米宽，表面有白霜；花的花瓣5，直径为15–25毫米，蓝色或白色；果实为蒴果，种子扁卵圆形，喜凉爽湿润气候。

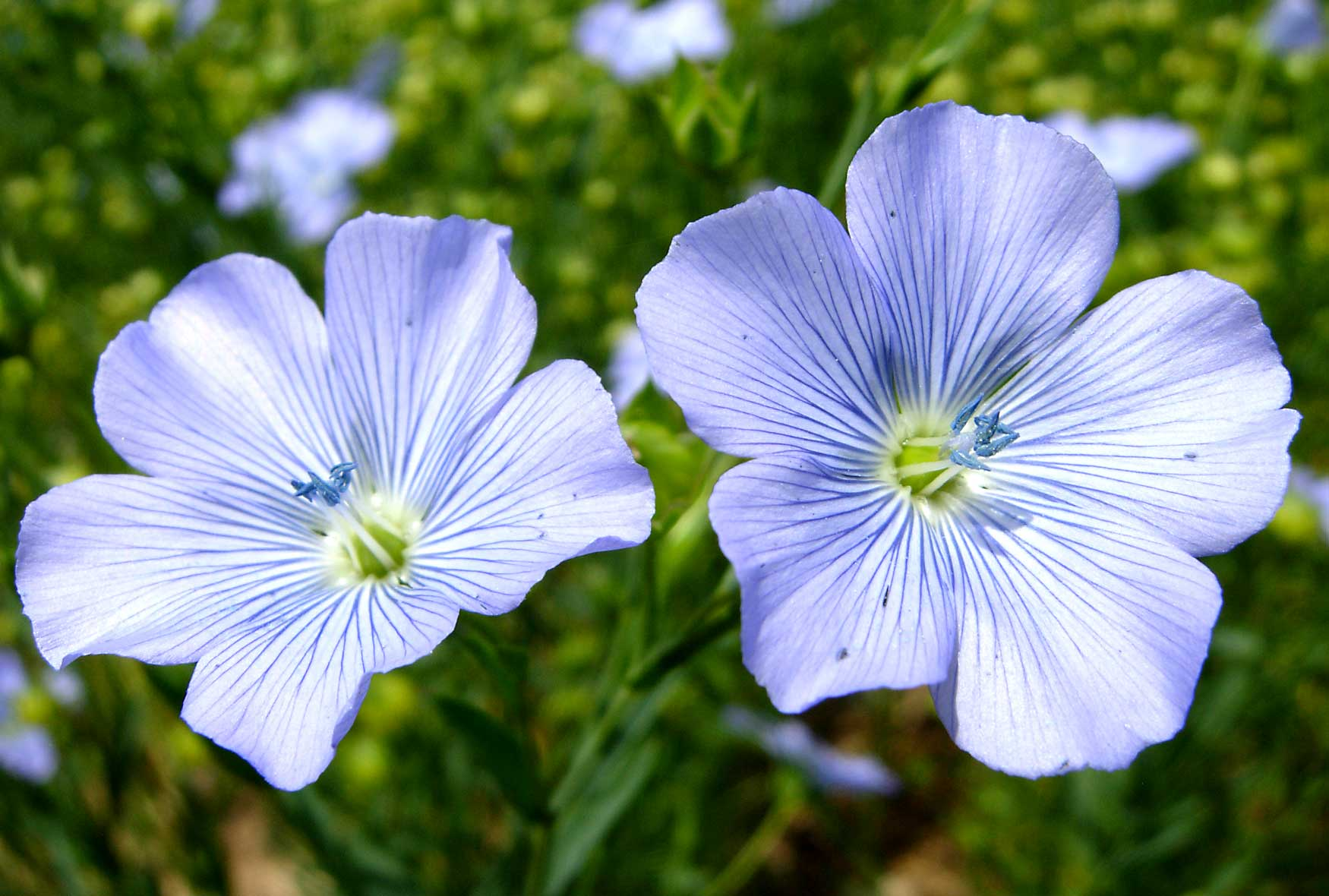
亚麻花
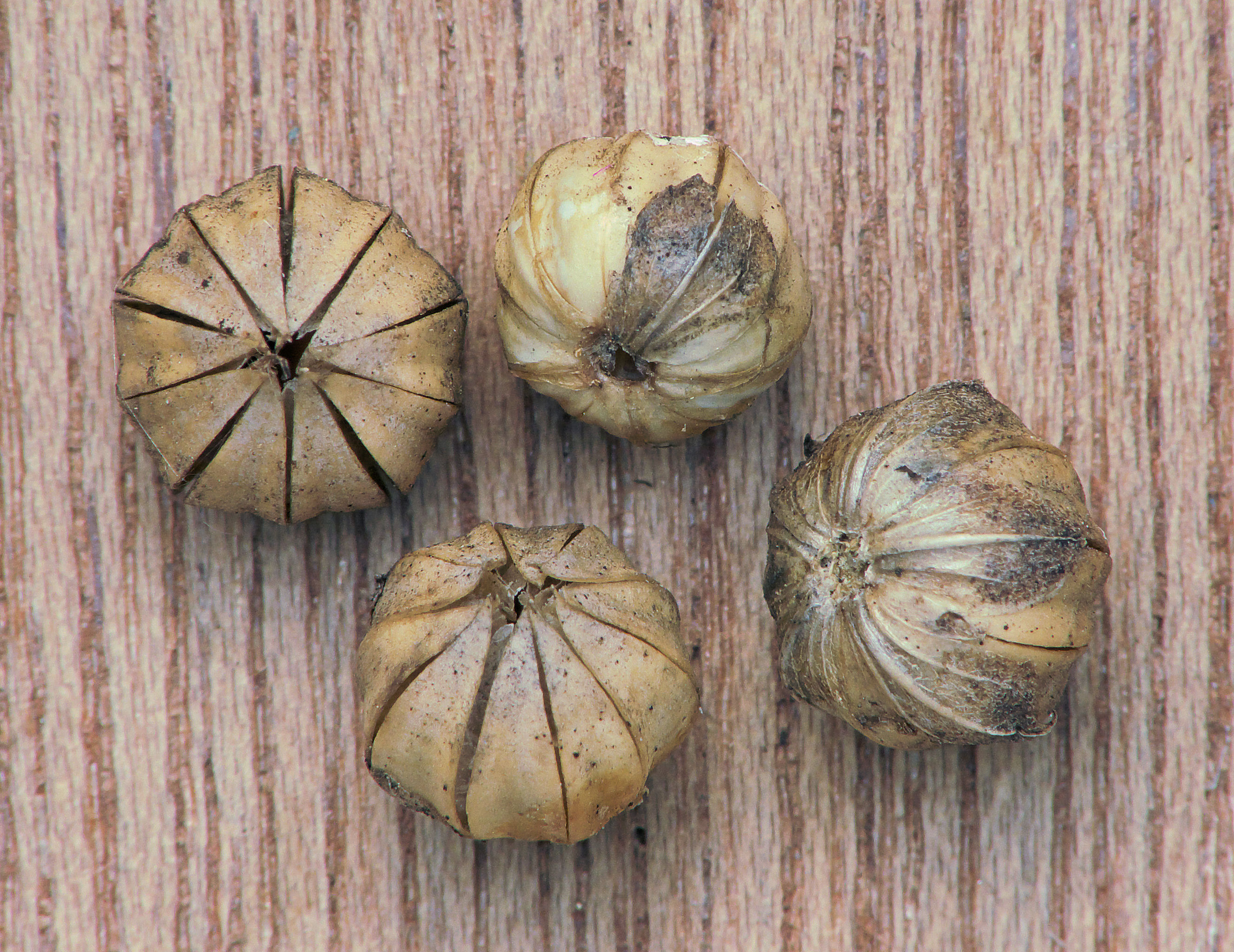
蒴果
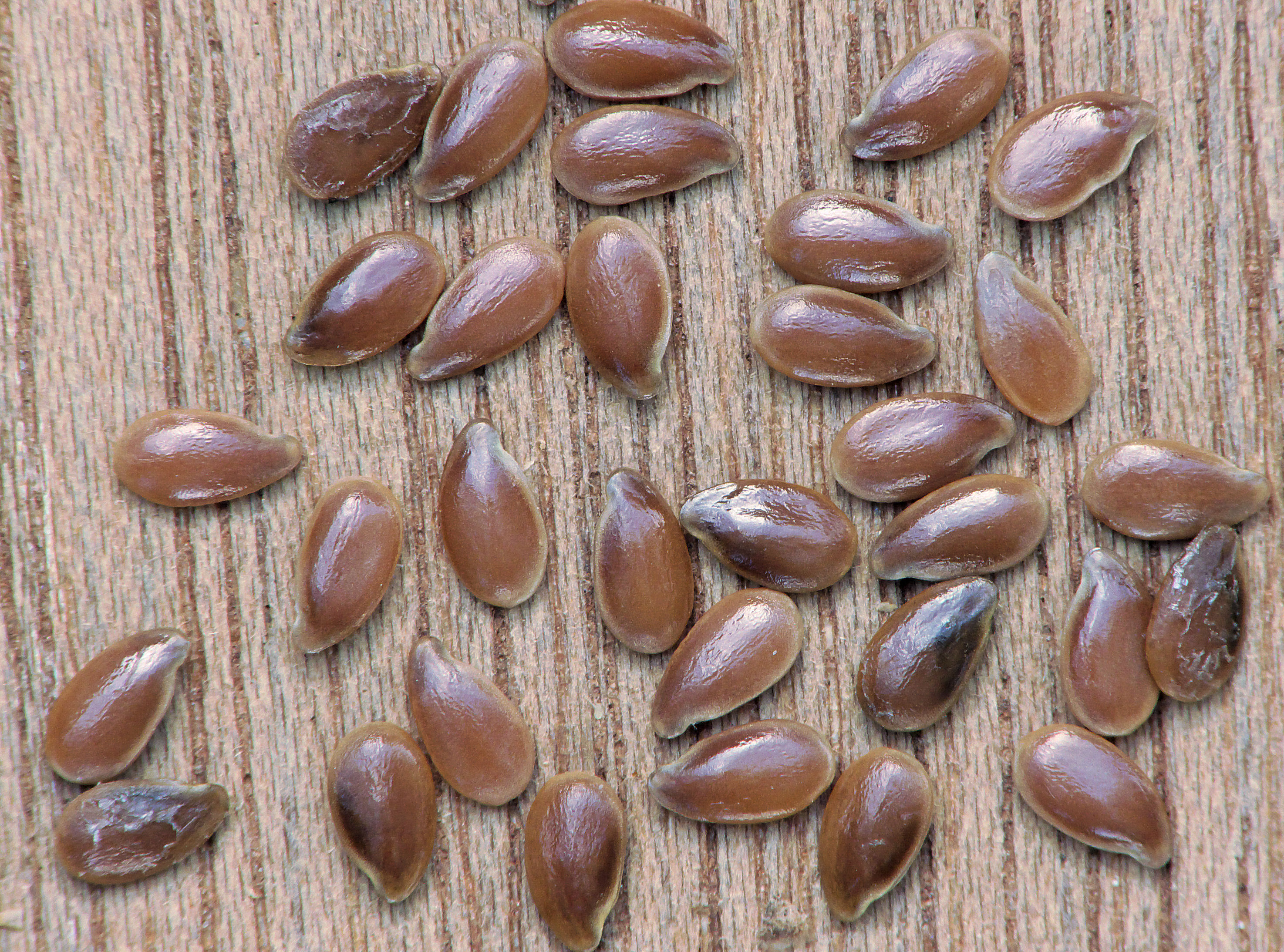
種子
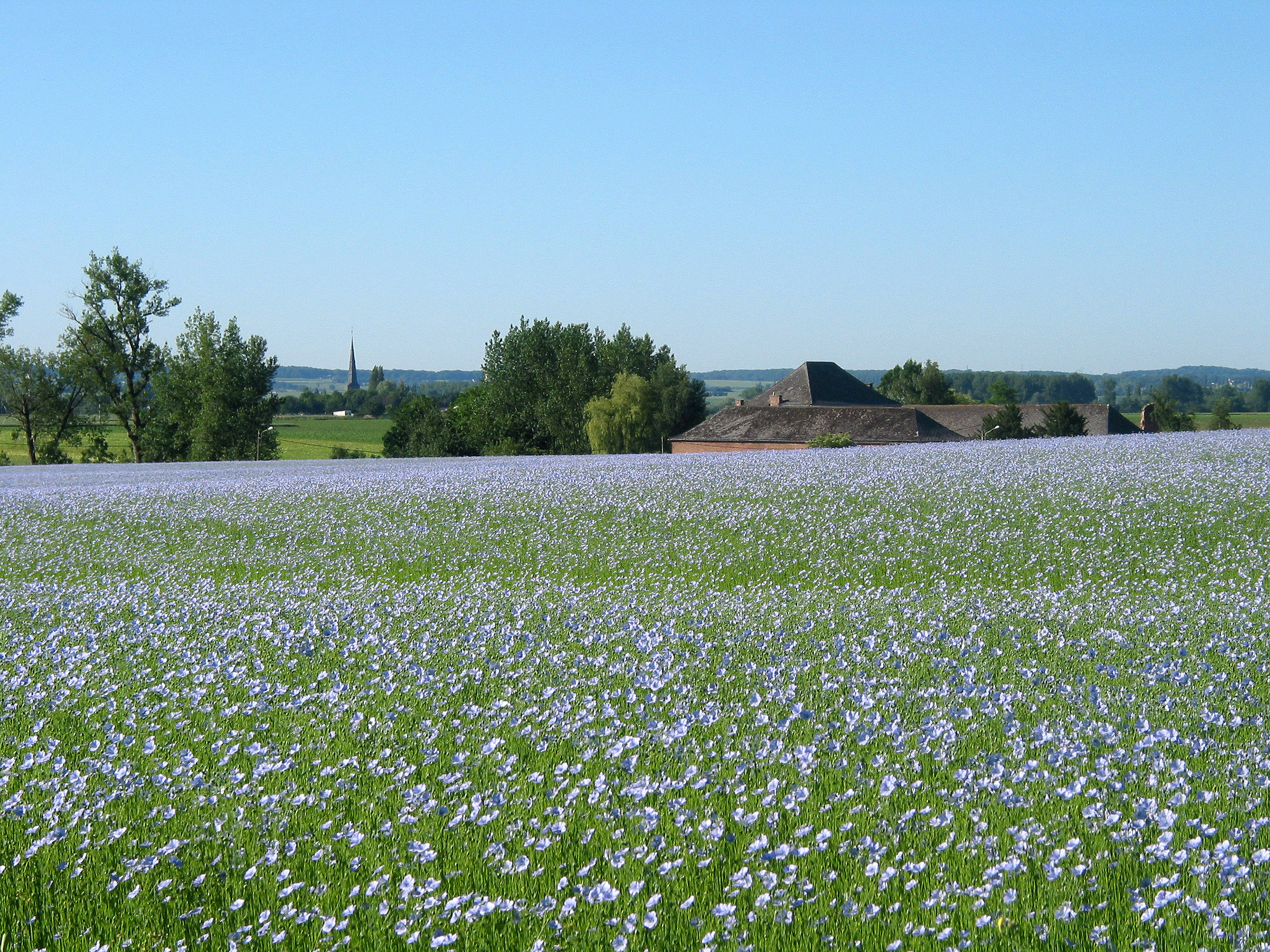
亞麻田
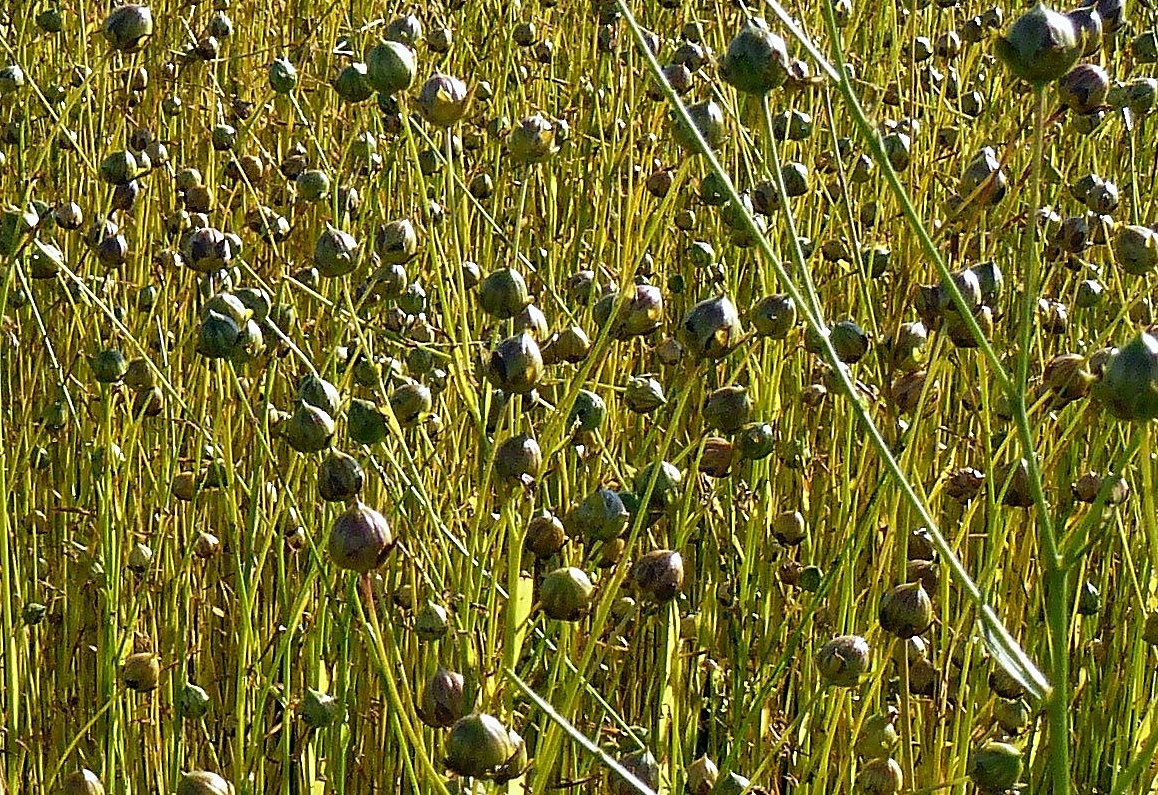
亞麻田
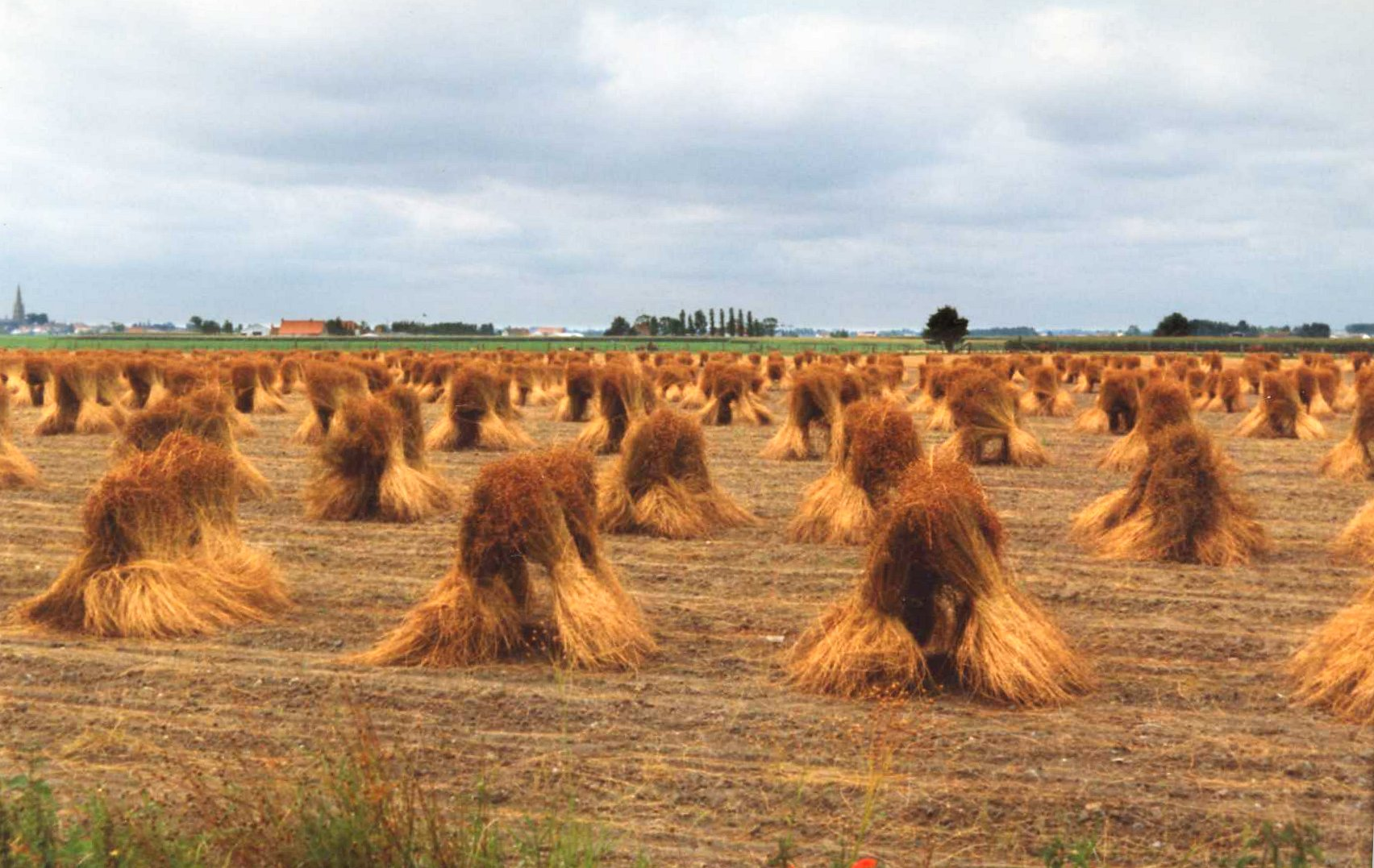
亞麻田

## 用途
早在古埃及时代即有人工栽培亚麻。
目前亚麻的栽培品种基本分为纤维用亚麻、油用亚麻和兼用亚麻几大类：

### 纤维用亚麻
取其茎部韧皮纤维，因其坚韧耐磨，在水中不易腐烂，多用于制绳索、鱼网等。也可用于纺织，织成布料挺拔凉爽；也可制凉席。
亚麻纤维：亚麻的开发利用价值高，亚麻茎制取的纤维是纺织工业的重要原料，可纯纺，亦可与其它纤维混纺。由于亚麻纤维与动物纤维、其它植物纤维、合成纤维相比，具有许多独特的不可替代的优点，决定了它在国民经济中占重要地位：
1. 亚麻纤维强韧、柔细，其强度是棉纤维的1.5倍、绢丝的1.6倍，可纺支数高，织物平滑整洁，适宜制作高级衣料。
2. 亚麻纤维具有吸湿性强、散热快、耐摩擦、耐高温、不易燃、不易裂、导电性小、吸尘率低、抑菌保健等独特优点，适宜制作飞机翼布、军用布、消防、宇航、医疗和卫生保健服装及帆布、水龙带、室内装饰布及工艺刺锈品等。
3. 亞麻下脚料和麻屑也有较高的利用价值，加工后的短纤维即麻棉，可与毛、丝、棉、化纤等生产混纺纱，也可纺纯麻纱；麻屑是制造人造板材或高级纸张的优质原料。

### 油用亚麻
种子，即亞麻籽，可供作榨油，亦可以供作食材。也可制油漆、油墨等，纯净的亚麻油因为无色，是绘制油画首选用油，在中国主要在西北和内蒙各地栽培。

### 其他用途
- 亚麻材料现在被广泛应用在生产汽车坐垫上，它的散热性能是普通冰丝材质的五倍之多，相对棉布的17-19倍，而且吸热慢，使用亚麻坐垫要比普通材质的汽车坐垫温度低3-4倍，现在市场上面都是亚麻材质的居多。
- 亚麻有助于人体电解质平衡，研究表明亚麻可以使人体排汗量比其他坐垫减少1.5倍左右，亚麻吸湿性比较好，相当于自重的20%左右的水分，可以使车内保持干爽。[來源請求]
- 亚麻末近年来已成为新型环保的隔热和建筑材料的新兴，在欧洲广受关注。
- 亚麻材料也被用于墙纸的制作中，利用亚麻材料制作的墙纸具有不易霉蛀的特点。
- 促進骨骼、指甲和牙齒強健以及皮膚的健康。用來治療結腸疾病、婦女疾病和發炎。

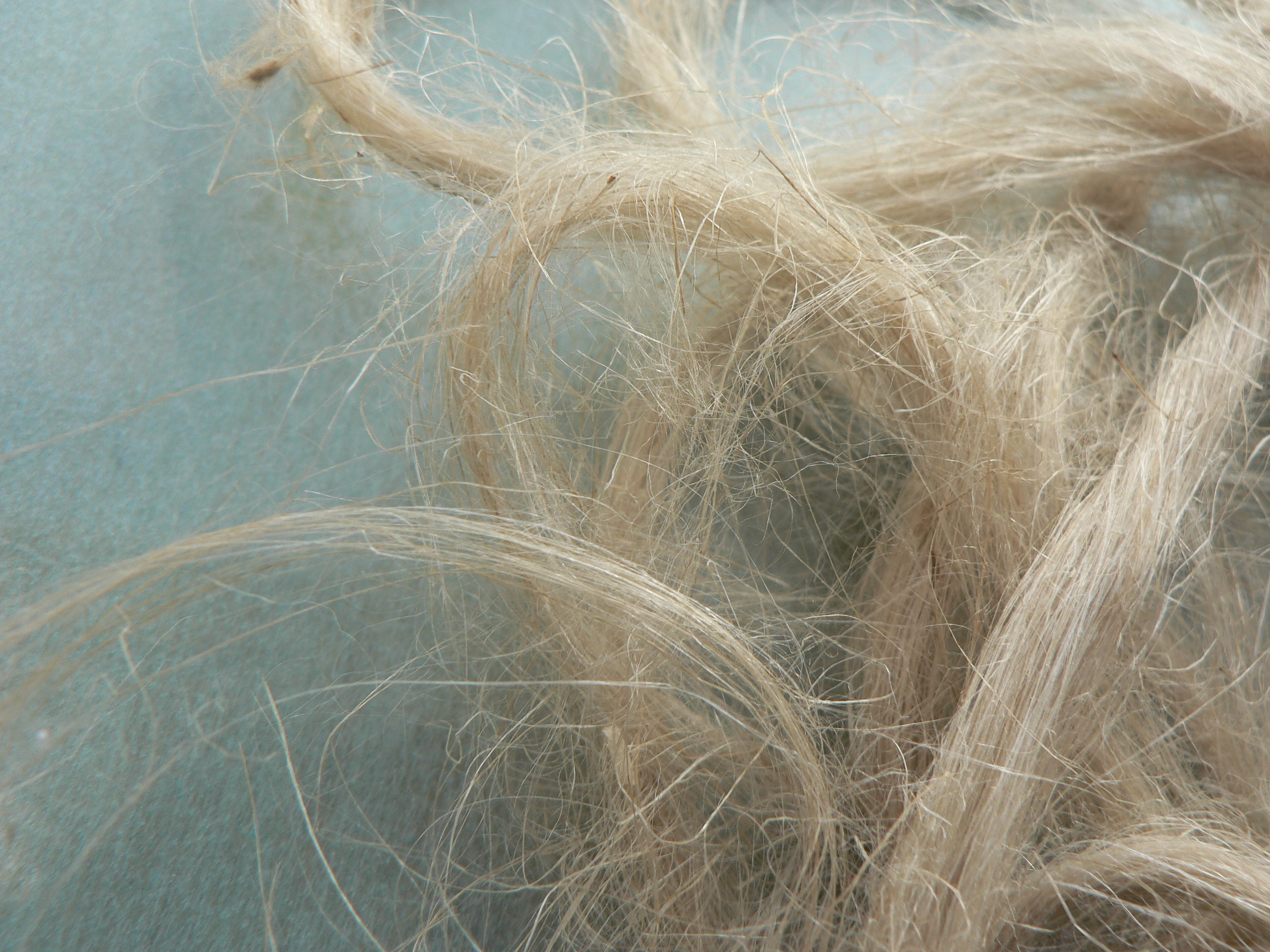
亞麻纖維
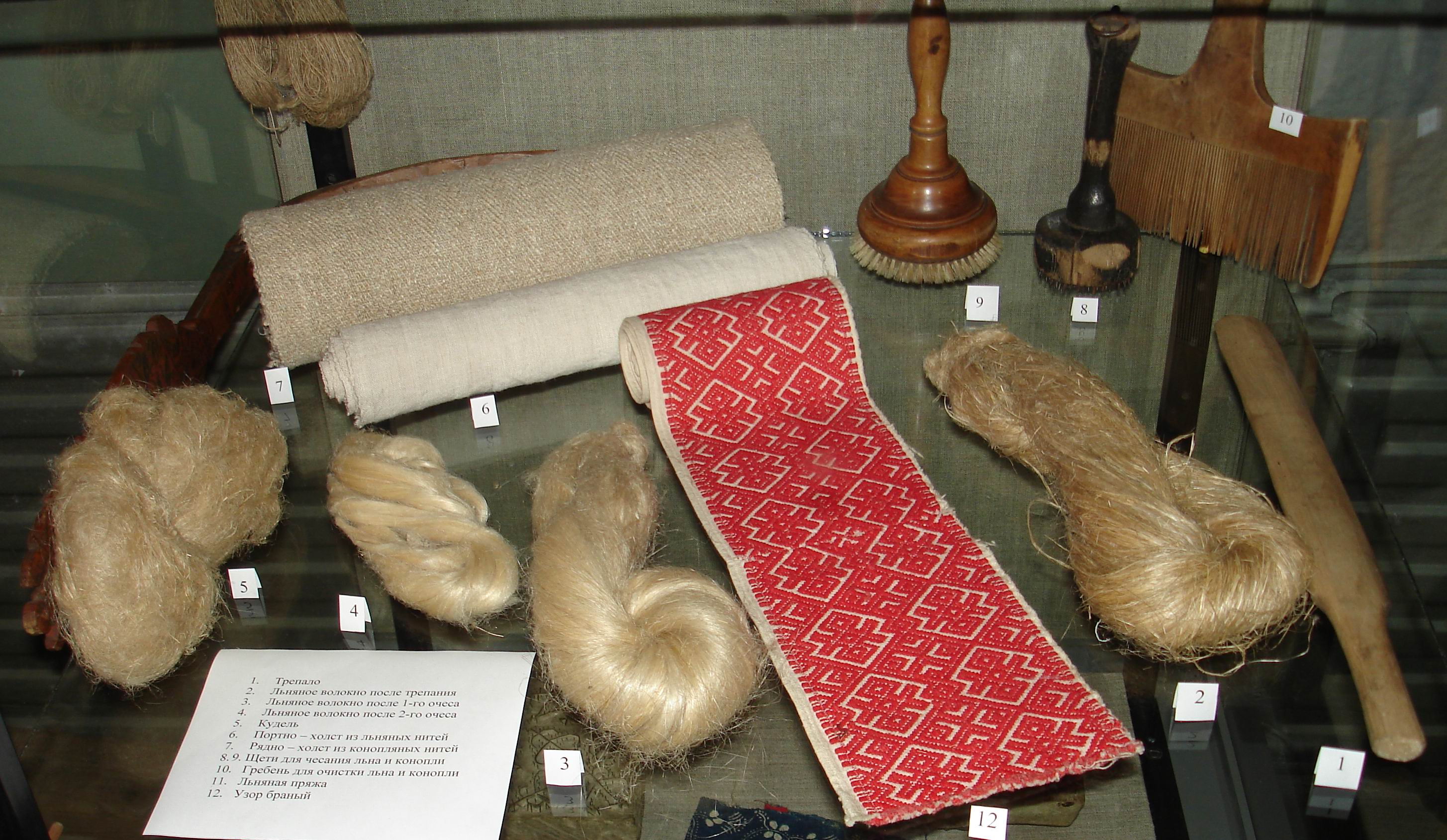
亞麻纖維製品

## 食用
亚麻籽富含膳食纤维，每10g亚麻籽中含膳食纤维2.7g，添加在面包和麦片中可极大提高纤维含量。

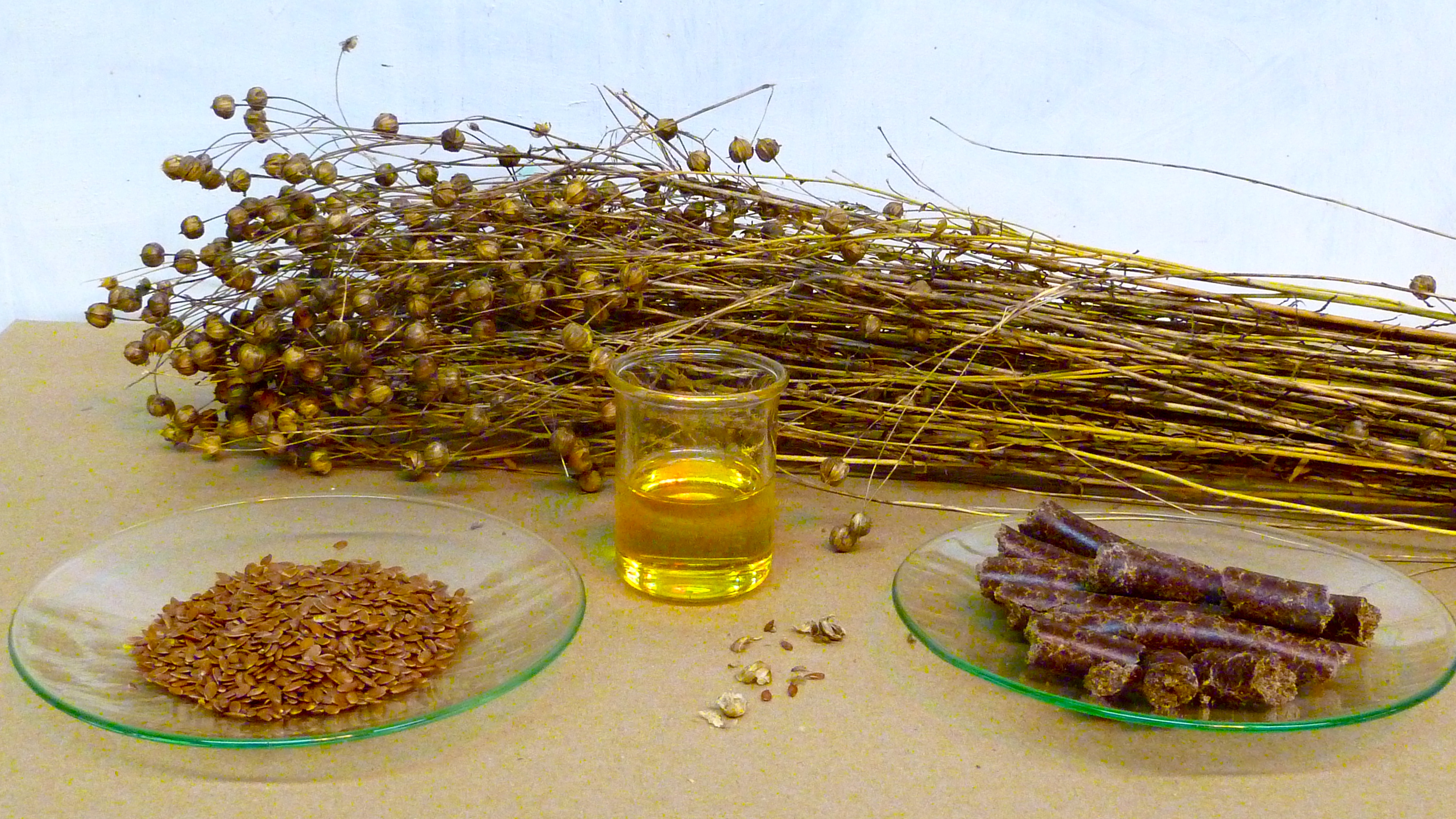
亞麻籽油
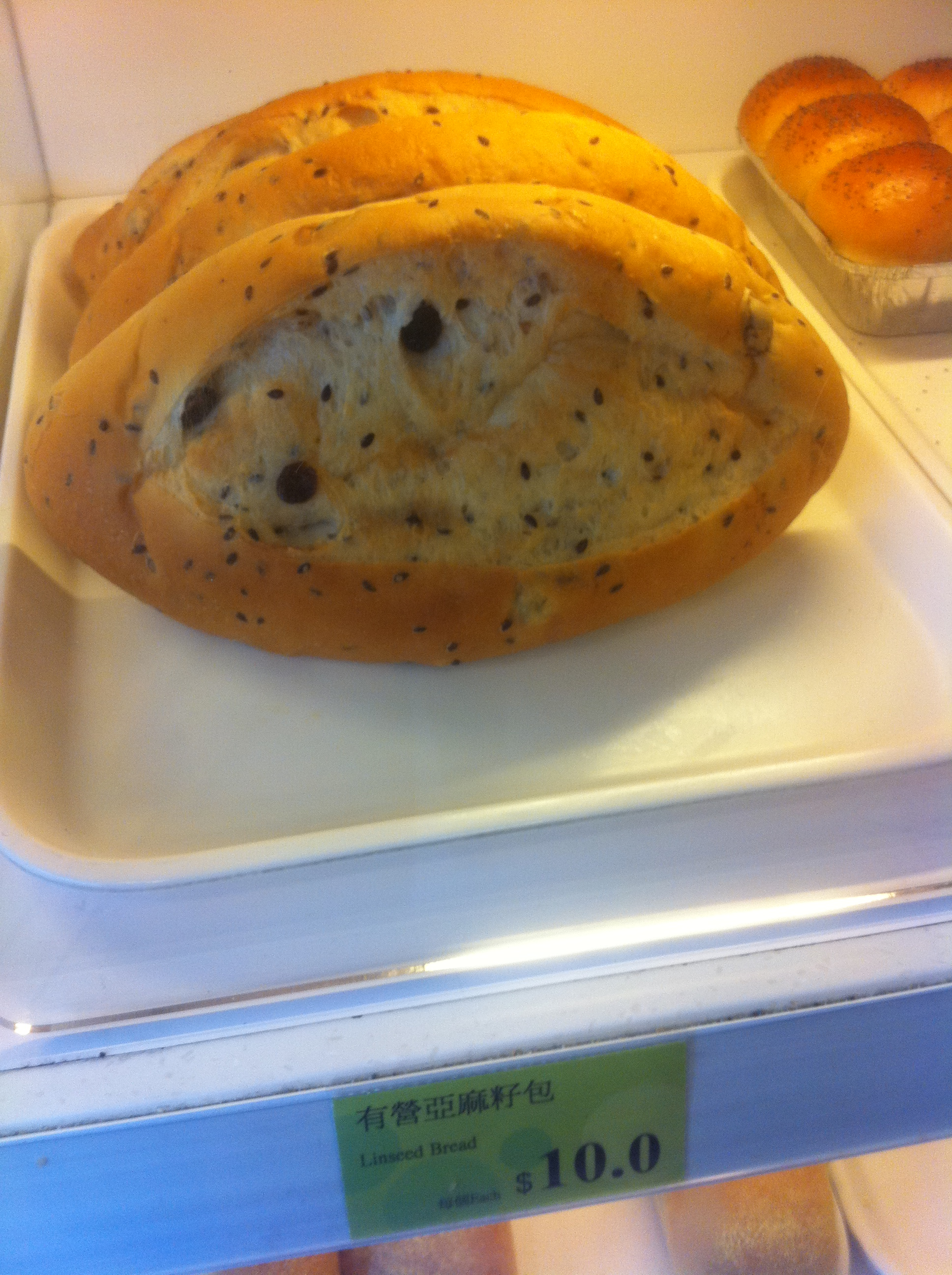
亞麻籽麵包

## 主要产区
| 加拿大 | 633,500  |
| 中华人民共和国 | 480,000  |
| 印度 | 167,000  |
| 美国 | 149,963  |
| 衣索比亞 | 67,000   |
| | 50,000   |
| 俄羅斯 | 47,490   |
| 乌克兰 | 45,000   |
| 法國 | 41,000   |
| 阿根廷 | 34,000   |
| 全世界 | 1875,018 |
| 来源：Food And Agricultural Organization of United Nations: Economic And Social Department: The Statistical Devision |          |

## 象徵
- 亚麻花是白俄罗斯的国花；
- 亚麻是北爱尔兰议会的徽章图案；
- 亚麻是英国1986年和1991年所发行1英镑硬币上的图案，象征北爱尔兰。
- 白色人种中，一般將棕色头发色稱之為亞麻色；

## 外部連結
- 北达科他州立大学关于各种油料成分的分析（页面存档备份，存于）
- 亞麻 Yama（页面存档备份，存于） 藥用植物圖像數據庫 (香港浸會大學中醫藥學院) （繁體中文）
- 亞麻子 Ya Ma Zi（页面存档备份，存于） 中藥標本數據庫 (香港浸會大學中醫藥學院) （繁體中文）（英文）